# Ли Мун У Иоанн
Ли Мун У Иоанн или Иоанн Ли (кор. 이문우 요한, 1810, Инчхон, провинция Кёнгидо, Корея, — 1 февраля 1840, Сеул, Корея) — святой римско-католической церкви, мученик.

## Биография
Ли Мун У родился в 1810 году в городе Инчхон в аристократической семье. В возрасте пяти лет он стал сиротой, и его приютила католическая семья в Сеуле. Вскоре он был крещён и получил христианское имя Иоанн.
После смерти жены и двоих детей Иоанн Ли решил посвятить себя поддержке европейских католических миссионеров. Он сопровождал их в поездках по Корее. Во время преследований католиков Иоанн Ли помогал с риском для жизни укрываться верующим и скрывал европейских миссионеров епископа Ларентия Эмбера, священников Пьера Мобана и Жака Шастана.
10 ноября 1839 года Иоанн Ли был арестован и подвергнут пыткам с целью добиться от него отречения от католицизма.
1 февраля 1840 года он был казнён через обезглавливание вместе с Павлом Хон и Барбарой Чхве.

## Прославление
Иоанн Ли был беатифицирован 5 июля 1925 года римским папой Пием XI и канонизирован 6 мая 1984 года римским папой Иоанном Павлом II вместе с группой 103 корейских мучеников.
День памяти в католической церкви — 20 сентября.

## Источник
- Catholic Bishops’ Conference of Korea Newsletter No. 75 (Summer 2011) (англ.)